# Eva Upmark
Eva Dorothea Helena Upmark, född Kindstrand 3 juni 1852, död 29 november 1944, var en svensk föreningsaktivist. Hon var ordförande för Svenska kvinnors nationalförbund från 1909 till 1920.
Hon var dotter till Fabian Reinhold Kindstrand, ägare av Apoteket Nordstjernan, samt dotterdotter till Carl Johan Fredrik Plagemann. Hon gifte sig 1874 vid 22 års ålder med Gustaf Upmark den äldre, indendent vid Nationalmuseum; de blev föräldrar till Gustaf Upmark den yngre, Johan Upmark och Dora, gift med Carl Robert Lamm.
Hon deltog i grundandet av Handarbetets vänner 1874, var sekreterare i Röda Korsets kvinnoförening och engagerad i Kvinnoföreningen för fosterlandets försvar. Som person beskrivs hon som lättsam, positiv och effektiv.
Upmark valdes 1909 till ordförande i Svenska kvinnors nationalförbund. Som sådan organiserade hon den internationella kongressen för International Council of Women, Den internationella rösträttskongressen i Stockholm (1911) som hölls i Stockholm i september 1911, och som beskrivs som en framgång. När hon tillträdde avviserade hon dock att hon inte hade för avsikt att förändra förbundet på något sätt, och hennes tid som ordförande var administrativ och inte lika aktiv som hennes företrädare Anna Hierta-Retzius, som fortsatte att vara informellt starkt engagerad och tongivande i förbundet.
Eva Upmark startade också frivilliga försvarsorganisationen Kvinnornas Uppbåd, som bedrev hjälpverksamhet och upplysning under första världskriget. Hon är begravd på Västerhaninge kyrkogård.